# Lucius Sestius Albanianus Quirinalis
Lucius Sestius Albanianus Quirinalis war ein römischer Politiker und Senator.
Sestius stammte aus einer plebejischen Familie und war ein Sohn des Publius Sestius, der von 48 bis 47 v. Chr. Statthalter von Kilikien gewesen war und für den Cicero eine Verteidigungsrede gehalten hatte. Sestius war im Jahr 44 v. Chr. Gefolgsmann des Caesarmörders Marcus Iunius Brutus. Im Jahr 42 war er Proquästor des Brutus in Macedonia. Octavian begnadigte Sestius nach dem Tod des Brutus. Im Jahr 23 v. Chr. wurde Sestius Suffektkonsul, zwischen 22 und 19 war er Legat der kurzlebigen Provinz Transduriana in Nordwestspanien.
Horaz widmete ihm die 4. Ode des ersten Buches und ehrte damit den Konsul des Jahres 23 v. Chr., das das Veröffentlichungsjahr der ersten 3 Bücher der Oden gewesen war.